# نیو-بالینژ
نیو-بالینژ (به هلندی: Nieuw-Balinge) یک منطقهٔ مسکونی در هلند است که در میدن-درنته واقع شده‌است. نیو-بالینژ ۷۹۶ نفر جمعیت دارد.